# Teodoro, o Leitor

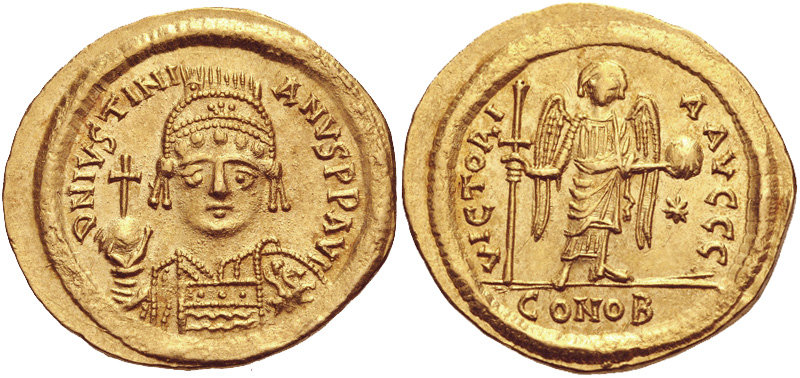
Soldo de Justiniano r.

Teodoro, o Leitor ou Teodoro Anagnosta (em grego: Θεόδωρος Αναγνώστης; romaniz.: Theodoros Anagnostes; "leitor") foi um leitor (lector) de Santa Sofia, em Constantinopla, durante o século VI. A pedido de um amigo compilou em quatro livros sua obra História tripartida (do reinado de Constantino ao de Teodósio II), um epítome dos historiadores do século V Sócrates Escolástico, Sozomeno e Teodoreto de Cirro; uma versão imperfeita desta obra foi produzida em manuscrito, mas nunca publicada.
Teodoro também compôs uma obra em dois livros chamada História Eclesiástica que narra da morte de Teodósio até os tempos de Justiniano (r. 527–565). Presumivelmente esta obra foi produzida antes de 543, uma vez que menciona a "memória santa" de Teodoreto, um dos condenados na Controvérsia dos Três Capítulos. Esta crônica não sobreviveu, havendo trechos da mesma em outras crônicas, assim como em um folheto de João Damasceno e nos atos do Segundo Concílio de Niceia.